# Gordon J. Garradd
| Entdeckte Kometen: 16 | Entdeckte Kometen: 16 | Entdeckte Kometen: 16 |
| --------------------- | --------------------- | --------------------- |
| Nummer und Name       | Entdeckungsdatum      |                       |
| C/2006 L1 (Garradd)   | 4. Juni 2006          | nichtperiodisch       |
| C/2006 O2 (Garradd)   | 30. Juli 2006         | nichtperiodisch       |
| 186P/Garradd          | 25. Januar 2007       | periodisch            |
| C/2007 E1 (Garradd)   | 13. März 2007         | nichtperiodisch       |
| P/2007 H3 (Garradd)   | 28. März 2007         | periodisch            |
| P/2007 R4 (Garradd)   | 12. August 2007       | periodisch            |
| C/2007 Q1 (Garradd)   | 21. August 2007       | nichtperiodisch       |
| C/2008 E3 (Garradd)   | 5. März 2008          | nichtperiodisch       |
| C/2008 J5 (Garradd)   | 13. Mai 2008          | nichtperiodisch       |
| P/2008 R1 (Garradd)   | 15. Juli 2008         | periodisch            |
| C/2008 P1 (Garradd)   | 13. August 2008       | nichtperiodisch       |
| C/2008 Q3 (Garradd)   | 29. März 2009         | nichtperiodisch       |
| C/2009 P1 (Garradd)   | 13. August 2009       | nichtperiodisch       |
| C/2009 U1 (Garradd)   | 17. Oktober 2009      | nichtperiodisch       |
| C/2010 E1 (Garradd)   | 11. März 2010         | nichtperiodisch       |
| C/2010 H1 (Garradd)   | 16. April 2010        | nichtperiodisch       |
|                       |                       |                       |

Gordon John Garradd (* 1959) ist ein australischer Photograph, Astronom und Asteroidenentdecker.
Zwischen 1993 und 2000 entdeckte er insgesamt 29 Asteroiden. Darüber hinaus stehen vier Novae in der Großen Magellanschen Wolke sowie 16 Kometen auf seiner Entdeckerliste.
Er arbeitete an verschiedenen astronomischen Instituten in den Vereinigten Staaten und Australien. Derzeit ist er am Siding-Spring-Observatorium tätig, wo er sein Schwergewicht auf die Beobachtung von Erdnahen Objekten legt.